# Ликвидус

Фазовая диаграмма вода — хлорид натрия
L — жидкая фаза, S — твёрдая фаза, E — эвтектика. Зависящий от температуры равновесный состав жидкого или твёрдого раствора в гетерогенной системе задают линии: ликвидуса — для жидкой фазы, солидуса — для твёрдой фазы.

Ликвидус — на фазовых диаграммах линия полного плавления твёрдых фаз. Линия, выше которой находится только жидкость.
Схожее, но противоположное, понятие — солидус.
Температура ликвидуса (по H.Yoder, 1976) TL — это максимальная температура насыщения первичной твёрдой фазой расплава данного валового состава. Выше этой температуры система полностью жидкая. Иными словами, это температура, при которой в равновесных условиях выпадает первый кристалл. Хотя при понижении температуры будет выпадать всё больше кристаллов, возможно получение однородного вещества при {\displaystyle T<T_{L}} путём достаточно быстрого охлаждения, то есть с помощью кинетического ингибирования процесса кристаллизации.
В системе переменного состава ликвидус является геометрическим местом точек в координатах Температура-Состав, отвечающим максимальному насыщению твёрдой фазой расплавленной фазы.
В стекольной промышленности точка ликвидуса важна, потому что кристаллизация может привести к порче продукта во время плавления и формирования стекла.